# Ludwig von Gall
Ludwig Christian Philipp von Gall (né le 9 mai 1769, mort le 22 juin 1815 à Wiesloch) est un generalmajor et chambellan du landgraviat de Hesse-Darmstadt.

## Biographie
Ludwig von Gall participe en tant qu'officier de la confédération du Rhin lors de la campagne de Russie en 1812, à côté de Napoléon. Après que le Hesse-Darmstadt ait fait sécession des autres États de la Confédération, il commande une brigade de la division sous l'autorité du prince Émile de Hesse-Darmstadt et participe à la bataille de Belleville le 18 mars 1814. Il est nommé chevalier de l'ordre militaire de Marie-Thérèse le 29 mars 1814.
Ludwig von Gall épouse Friederike von Müller, la fille de Johann Helfrich von Müller (de). Ils ont une fille, l'écrivain Louise von Gall.
Il est l'oncle de Ferdinand von Gall (de). Son frère Karl von Gall fonde l'Akademischer Forstgarten Gießen (de). Son père Wilhelm Rudolph von Gall commandait en tant que colonel d'un régiment de Hesse participant avec les Britanniques à la guerre d'indépendance des États-Unis. Sa mère Juliane Albertine von Curti appartient à la famille Curti di Gravedona présente à Groß-Umstadt.
Ludwig von Gall meurt dans un accident en allant vers la France à Wiesloch le 22 juin 1815.